# Садовое (Арцизки район)
Садове (на украински: Садове) е село в южна Украйна, в състава на селски съвет Теплица в Болградски район на Одеска област. Населението му според преброяването през 2001 г. е 1020 души.

## Население

### Езици
Численост и дял на населението по роден език, според преброяването на населението през 2001 г.:
| Роден език | Численост | Дял (в %) |
| Общо       | 1020      | 100.00    |
| Руски      | 482       | 47.25     |
| Български  | 192       | 18.82     |
| Украински  | 185       | 18.13     |
| Гагаузки   | 106       | 10.39     |
| Молдовски  | 55        | 5.39      |